# 滑齒龍屬
滑齒龍屬（屬名：Liopleurodon），意思是“平滑側邊牙齒”，是種大型、肉食性海生爬行動物，屬於蛇頸龍目裡的短頸部上龍亞目。滑齒龍的兩個種生存於侏儸紀的卡洛夫階，約1億6000萬年前到1億5500萬年前；俄羅斯滑齒龍則生存於侏儸紀晚期。滑齒龍是侏羅紀中到晚期的歐洲海洋的頂級掠食動物。

## 發掘與物種
滑齒龍屬由亨利·埃米爾·瑟維吉在1873年命名，以非常少數的化石來命名，包含三個70公厘長的巨大牙齒，其中一個在法國濱海布洛涅附近的侏儸紀卡洛夫階地層發現，學名為殘酷滑齒龍（Liopleurodon ferox）；另一個牙齒在法國Charly地區發現，被命名為L. grossouvrei；第三個牙齒在法國坎城附近發現，起初被命名為Poikilopleuron bucklandi，後來被瑟維吉重命名為L. bucklandi。瑟維吉並沒有在他的描述裡，將本屬歸類於任何特定爬蟲類。
滑齒龍的化石主要發現於英格蘭與法國，部分年代較晚的化石發現於俄羅斯。在德國的卡洛夫階，發現了與英格蘭、法國的類似化石。
現在滑齒龍屬有三個已承認的種：殘酷滑齒龍（L. ferox）發現於英格蘭與法國的卡洛夫階、L. pachydeirus生存於英格蘭的卡洛夫階，數量較少，由哈利·絲利（Harry Seeley）在1869年描述為上龍的一個種。俄羅斯滑齒龍（L. rossicus）發現於俄羅斯窩瓦階，也被Novozhilov在1948年描述為上龍的一個種，曾經是Strongylokroptaphus的模式種。只有殘酷滑齒龍有幾乎完整的骨骸。

## 古生物學

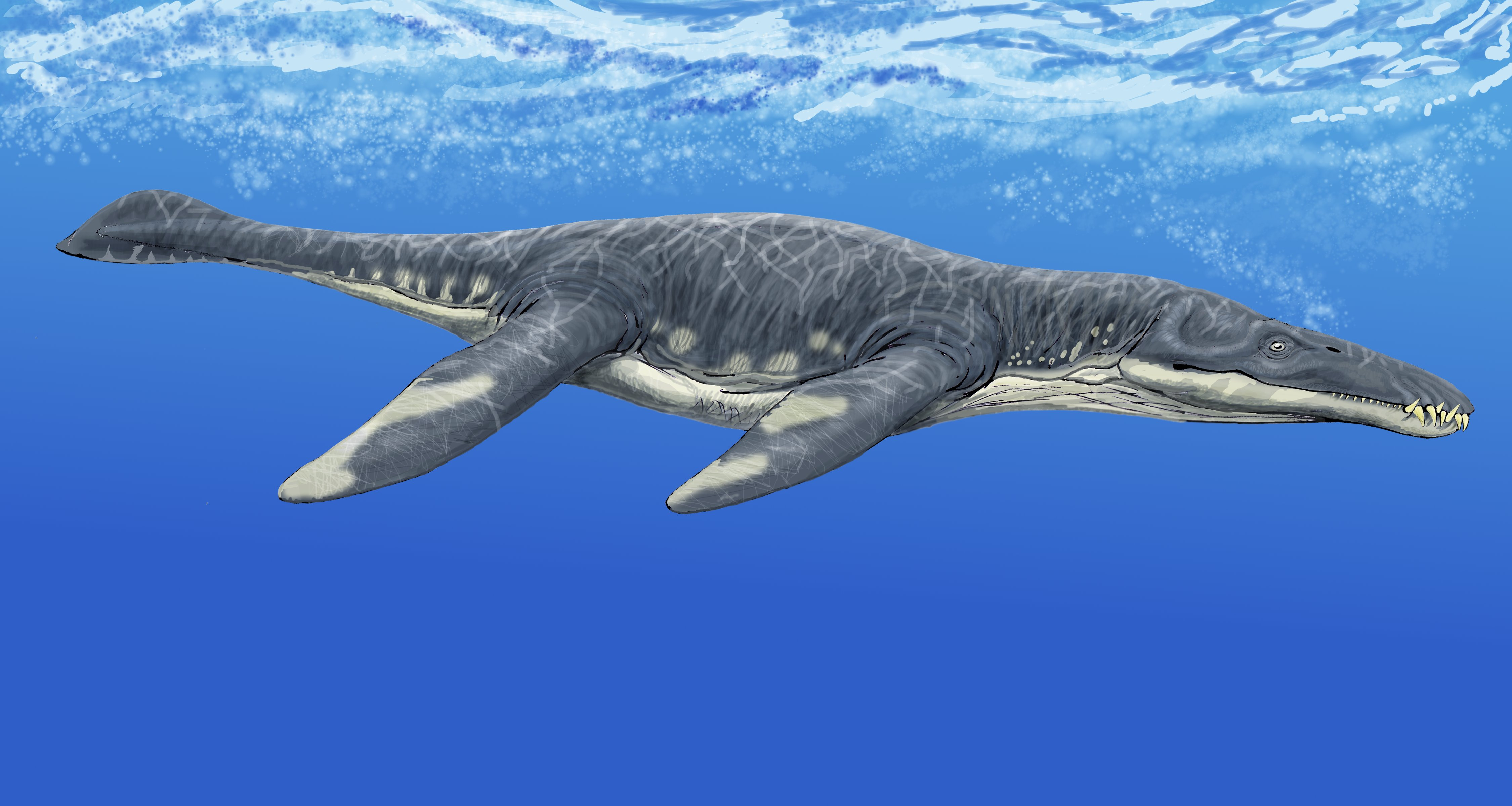
Liopleurodon after Tarlo，加上皮膚的可能樣子。

四個強壯的鰭狀肢顯示滑齒龍是強壯的游泳者。所有蛇頸龍類都以四個鰭狀肢作為推進方式。一個使用游泳機器人的研究，證實這種推進方式並不特別有效率，但它提供很好的加速度，這是個埋伏掠食者值得擁有的特徵。對於這種動物頭顱骨的研究，顯示牠們可用鼻孔尋找海水中特定氣味的來源。

### 體型
關於滑齒龍的最大尺寸有些爭議。古生物學家L. B. Tarlo推測，上龍類的頭骨約佔身長的1/7長。已知最長的滑齒龍骨頭約1.5公尺長，根據L. B. Tarlo提出的方法，滑齒龍最長可達10公尺長。然而與牠們的近親克柔龍相比，不能確定現存滑齒龍的重建是否正確。
近年的上龍類研究對Tarlo的推測方法提出質疑，指出上龍類的頭骨約佔身長的1/5。若根據這個方法，滑齒龍的身長為7到10公尺。
BBC1999年的與恐龍共舞電視節目，將滑齒龍敘述為長達25公尺，但这属于严重夸张的说法。其原因是當時科學家將一截化石誤認為滑齒龍的脊椎骨，而得出體長約20公尺的估計，該製作單位認為仍存在更大於該標本之個體故描述出25公尺的滑齒龍。而該脊椎骨之後確認為蜥腳類恐龍的尾部骨骼。
發現自英國啟莫里黏土層的化石，顯示當時的上龍類可長達15公尺，但這些化石因為過分零碎而不能確定是否屬於滑齒龍或其他相關屬。
牛津大學自然歷史博物館的一個展示中的下頜，被估計長度超過3公尺，被認為屬於L. macromerus；這個化石曾經被歸類於Stretosaurus macromerus。Stretosaurus後來被歸類於滑齒龍的次異名。這個化石目前是上龍的一個種Pliosaurus macromerus。
在2002年，在墨西哥發現一個非常大型的上龍類化石。也就是著名的「Monster of Aramberri」。即使保守的估計也有15公尺長，尽管牠可能只是未成年。多數新聞報導將「Monster of Aramberri」敘述為滑齒龍屬，然而，這個化石只有脊柱，沒有足夠證據可歸類於滑齒龍屬。「Monster of Aramberri」的化石發現於墨西哥晚侏儸紀啟莫里階的La Caja地層。這化石是在1985年由一位地理學學生發現，起初被Hahnel誤認為獸腳類恐龍。

## 大眾文化
滑齒龍出現在BBC1999年的《與恐龍共舞》（Walking with Dinosaurs）電視節目。在這電視節目裡，滑齒龍攻擊並吞噬一隻在陸地上居住的美扭椎龍。節目裡滑齒龍跳上陸地捕抓陸地動物的行為經常比被認為不可能，并且其体型被严重夸大。滑齒龍再次出現在《與恐龍共舞》在2003年的節目《海底霸王》（Sea Monsters），在節目中，主持人奈吉爾·馬文於晚間觀察到兩隻滑齒龍分食利茲魚的屍體，隨後馬文在水中釋放具腐臭味的化學藥劑驅趕走滑齒龍。滑齒龍稍晚出現在電影《歷險小恐龍9：重返大海》，Youtube影片《獨角獸查理》。

## 外部連結
- Liopleurodon genus info at The Plesiosaur Directory
- Liopleurodon fact file from BBC, with pictures and video （页面存档备份，存于）